# Jerzy Greszkiewicz
Jerzy Greszkiewicz (n. 16 ianuarie 1950, Gdańsk, Polonia) este un sportiv ce a reprezentat Polonia, medaliat olimpic. A participat la o ediție a Jocurilor Olimpice (1976) în care a câștigat o medalie de bronz.